# ビルギッタ・トロツィヒ

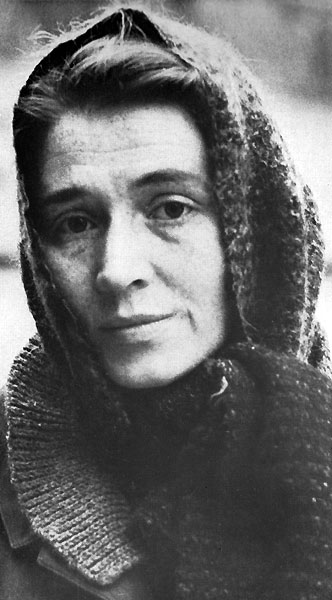
ビルギッタ・トロツィヒ

ビルギッタ・トロツィヒ（Birgitta Trotzig、1929年9月11日 - 2011年5月14日）は、スウェーデンの評論家、小説家、詩人。ヴェストラ・イェータランド県ヨーテボリ出身。
1993年から2011年に没するまでスウェーデン・アカデミーの席次6番を務めていた。